# Marie Soldat-Röger
Marie Ernestine Soldat-Röger, född 25 mars 1864 i Graz, död där 30 september 1955, var en österrikisk violinist.
Soldat var lärjunge till Joseph Joachim och åtnjöt betydande anseende i Österrike och Tyskland. År 1889 ingick hon äktenskap med polisöverkommissarien Wilhelm Röger i Wien.